# Films américains sortis en 1939
Listes de films américains
- 1935
- 1936
- 1937
- 1938
- 1939
- 1940
- 1941
- 1942
- 1943

Liste (non exhaustive) de films américains sortis en 1939.

Gone with the Wind remporte l'Oscar du meilleur film à la 12e cérémonie des Oscars organisée le 29 février 1940.
(ordre alphabétique des titres en anglais)

## Titre comportant un nombre
| Titre             | Réalisateur         | Distribution                                            | Genre          | Notes                    |
| ----------------- | ------------------- | ------------------------------------------------------- | -------------- | ------------------------ |
| $1000 a Touchdown | James Patrick Hogan | Joe E. Brown, Martha Raye, Eric Blore, Susan Hayward    | Comédie        | Paramount                |
| 20,000 Men a Year | Alfred E. Green     | Randolph Scott, Preston Foster, Margaret Lindsay        | Drame          | Cosmopolitan Productions |
| 6,000 Enemies     | George B. Seitz     | Walter Pidgeon, Rita Johnson, Paul Kelly, Nat Pendleton | Policier Drama | MGM                      |

## A-B
| Titre                                | Réalisateur                  | Distribution                                                           | Genre                 | Notes                         |
| ------------------------------------ | ---------------------------- | ---------------------------------------------------------------------- | --------------------- | ----------------------------- |
| Across the Plains                    | Spencer Gordon Bennet        | Addison Randall, Frank Yaconelli                                       | Western               | Monogram Pictures             |
| The Adventures of Huckleberry Finn   | Richard Thorpe               | Mickey Rooney, Walter Connolly, William Frawley                        | Drama                 | MGM                           |
| The Adventures of Jane Arden         | Terry O. Morse               | Rosella Towne, William Gargan, James Stephenson                        | Policier              | Warner Bros.                  |
| The Adventures of Sherlock Holmes    | Alfred L. Werker             | Basil Rathbone, Nigel Bruce, Ida Lupino                                | Détective             | 20th Century Fox              |
| The Adventures of the Masked Phantom | Charles Abbott               | Monte Rawlins, Betty Burgess                                           | Western               | B. F. Zeidman Productions     |
| All Women Have Secrets               | Kurt Neumann                 | Virginia Dale, Joseph Allen, Jeanne Cagney                             | Comédie               | Paramount Pictures            |
| Allegheny Uprising                   | William A. Seiter            | Claire Trevor, John Wayne, George Sanders, Brian Donlevy               | Western               | RKO                           |
| The Amazing Mr. Williams             | Alexander Hall               | Melvyn Douglas, Joan Blondell, Clarence Kolb, Ruth Donnelly            | Comédie               | Columbia Pictures             |
| Ambush                               | Kurt Neumann                 | Lloyd Nolan, Gladys Swarthout                                          | Policier              | Paramount Pictures            |
| Andy Hardy Gets Spring Fever         | W. S. Van Dyke               | Lewis Stone, Mickey Rooney, Cecilia Parker, Fay Holden                 | Comédie               | MGM                           |
| The Angels Wash Their Faces          | Ray Enright                  | Ann Sheridan, Billy Halop, Bernard Punsly, Leo Gorcey                  | Drama                 | First National Pictures       |
| Another Thin Man                     | W. S. Van Dyke               | William Powell, Myrna Loy, Virginia Grey, Otto Kruger                  | Policier              | MGM                           |
| The Arizona Kid                      | Joseph Kane                  | Roy Rogers, George 'Gabby' Hayes, Sally March                          | Western               | Republic Pictures             |
| Arizona Legion                       | David Howard                 | George O'Brien, Laraine Day, Carlyle Moore, Jr., Chill Wills           | Western               | RKO                           |
| The Arizona Wildcat                  | Herbert I. Leeds             | Jane Withers, Leo Carrillo                                             | Western               | 20th Century Fox              |
| Arrest Bulldog Drummond              | James Patrick Hogan          | John Howard, Heather Angel, H. B. Warner, Reginald Denny               | Aventure              | Paramount Pictures            |
| At the Circus                        | Edward Buzzell               | Marx Brothers, Kenny Baker, Florence Rice, Eve Arden, Margaret Dumont  | Comédie               | MGM                           |
| Babes in Arms                        | Busby Berkeley               | Mickey Rooney, Judy Garland, Charles Winninger, Guy Kibbee             | Film musical          | MGM, Based on 1937 stage show |
| Bachelor Mother                      | Garson Kanin                 | Ginger Rogers, David Niven                                             | Comédie               | RKO                           |
| Back Door to Heaven                  | William K. Howard            | Wallace Ford, Aline MacMahon                                           | Policier              | Vernon Steele Productions     |
| Bad Boy                              | Herbert Meyer                | Johnny Downs, Rosalind Keith                                           | Policier              | Gateway Productions Inc.      |
| Bad Lands                            | Lew Landers                  | Robert Barrat, Douglas Walton                                          | Western               | RKO                           |
| Bad Little Angel                     | Wilhelm Thiele               | Virginia Weidler, Gene Reynolds, Guy Kibbee                            | Drama                 | MGM                           |
| Balalaika                            | Reinhold Schünzel            | Nelson Eddy, Ilona Massey, Charles Ruggles, Frank Morgan               | Film musical          | MGM                           |
| Barricade                            | Gregory Ratoff               | Alice Faye, Warner Baxter                                              | Drama                 | 20th Century Fox              |
| Beau Geste                           | William A. Wellman           | Gary Cooper, Ray Milland, Robert Preston, Brian Donlevy, Susan Hayward | Drama                 | Paramount Pictures            |
| Beauty for the Asking                | Glenn Tryon                  | Lucille Ball, Patric Knowles                                           | Drama                 | RKO                           |
| Behind Prison Gates                  | Charles Barton               | Brian Donlevy, Julie Bishop                                            | Policier              | Columbia Pictures             |
| Beware Spooks!                       | Edward Sedgwick              | Joe E. Brown, Mary Carlisle, Clarence Kolb                             | Comédie               | Columbia                      |
| The Big Guy                          | Arthur Lubin                 | Victor McLaglen, Jackie Cooper, Ona Munson                             | Policier              | Universal                     |
| Big Town Czar                        | Arthur Lubin                 | Barton MacLane, Tom Brown, Eve Arden                                   | Détective             | Universal                     |
| Blackmail                            | H. C. Potter                 | Edward G. Robinson, Ruth Hussey, Gene Lockhart                         | Policier Drama        | MGM                           |
| Blackwell's Island                   | William C. McGann            | John Garfield, Rosemary Lane, Dick Purcell, Victor Jory                | Policier              | Warner Bros.                  |
| Blind Alley (L'Étrange Rêve)         | Charles Vidor                | Chester Morris, Ralph Bellamy, Ann Dvorak                              | Policier              | Columbia Pictures             |
| Blondie Brings Up Baby               | Frank R. Strayer             | Penny Singleton, Arthur Lake                                           | Comédie               | Columbia                      |
| Blondie Meets the Boss               | Frank R. Strayer             | Penny Singleton, Arthur Lake                                           | Comédie               | Columbia                      |
| Blondie Takes a Vacation             | Frank R. Strayer             | Penny Singleton, Arthur Lake                                           | Comédie               | Columbia                      |
| Blue Montana Skies                   | B. Reeves Eason              | Gene Autry, Smiley Burnette                                            | Western               | Republic Pictures             |
| Boy Friend                           | James Tinling                | Jane Withers, Arlene Whelan                                            | Comédie               | 20th Century Fox              |
| Boy Slaves                           | P. J. Wolfson                | Anne Shirley, Roger Daniel                                             | Drama                 | RKO                           |
| Boy Trouble                          | George Archainbaud           | Charles Ruggles, Mary Boland, Donald O'Connor                          | Drama                 | Paramount Pictures            |
| Boys' Reformatory                    | Howard Bretherton            | Frankie Darro, Grant Withers                                           | Policier              | Monogram Pictures             |
| Bridal Suite                         | Wilhelm Thiele               | Annabella, Robert Young, Walter Connolly, Reginald Owen                | Film musical, Comédie | MGM                           |
| Broadway Serenade                    | Robert Z. Leonard            | Jeanette MacDonald, Lew Ayres                                          | Film musical          | MGM                           |
| The Bronze Buckaroo                  | Richard C. Kahn              | Herb Jeffries, Lucius Brooks                                           | Western               | Hollywood Pictures            |
| Buck Rogers                          | Ford Beebe, Saul A. Goodkind | Buster Crabbe, Constance Moore                                         | Science fiction       | Universal                     |
| Bulldog Drummond's Bride             | James Patrick Hogan          | John Howard, Heather Angel, H. B. Warner, Reginald Denny               | Détective             | Paramount                     |
| Bulldog Drummond's Secret Police     | James Patrick Hogan          | John Howard, Heather Angel, H. B. Warner, Reginald Denny               | Détective             | Paramount                     |
| Buried Alive                         | Victor Halperin              | Beverly Roberts, Robert Wilcox                                         | Policier              | Producers Pictures            |
| Burn 'Em Up O'Connor                 | Edward Sedgwick              | Dennis O'Keefe, Cecilia Parker, Nat Pendleton                          | Drama                 | MGM                           |

## C-D
| Titre                            | Réalisateur        | Distribution                                                                    | Genre                   | Notes                                           |
| -------------------------------- | ------------------ | ------------------------------------------------------------------------------- | ----------------------- | ----------------------------------------------- |
| Cafe Society                     | Edward H. Griffith | Madeleine Carroll, Fred MacMurray, Shirley Ross                                 | Comédie romantique      | Paramount Pictures                              |
| Call a Messenger                 | Arthur Lubin       | Billy Halop, Huntz Hall, Robert Armstrong, Mary Carlisle                        | Policier Drama          | Universal Pictures                              |
| Calling All Curs                 | Jules White        | The Three Stooges                                                               | Comédie, court métrage  | Columbia Pictures                               |
| Calling All Marines              | John H. Auer       | Don 'Red' Barry, Helen Mack                                                     | Action                  | Republic Pictures                               |
| Calling Dr Kildare               | Harold S. Bucquet  | Lew Ayres, Lionel Barrymore, Laraine Day, Nat Pendleton, Lana Turner            | Drama                   | MGM                                             |
| Captain Fury                     | Hal Roach          | Brian Aherne, Victor McLaglen, Paul Lukas, June Lang                            | Actionn aventure        | Hal Roach Studios Inc.                          |
| Career                           | Leigh Jason        | Anne Shirley, Edward Ellis, Samuel S. Hinds                                     | Drama                   | RKO                                             |
| The Cat and the Canary           | Elliott Nugent     | Bob Hope, Paulette Goddard, John Beal, Douglass Montgomery, Gale Sondergaard    | Comédie                 | Paramount Pictures                              |
| Charlie Chan at Treasure Island  | Norman Foster      | Sidney Toler, Victor Sen Yung, Cesar Romero                                     | Policier                | 20th Century Fox                                |
| Charlie Chan in City in Darkness | Herbert I. Leeds   | Sidney Toler, Lynn Bari                                                         | Policier                | 20th Century Fox                                |
| Charlie Chan in Reno             | Norman Foster      | Sidney Toler, Ricardo Cortez, Phyllis Brooks, Slim Summerville                  | Policier                | 20th Century Fox                                |
| Charlie McCarthy, Detective      | Frank Tuttle       | Edgar Bergen, Charlie McCarthy, Edgar Bergen, Robert Cummings, Constance Moore  | Comédie                 | Universal Pictures                              |
| Chasing Danger                   | Ricardo Cortez     | Preston Foster, Lynn Bari, Wally Vernon, Henry Wilcoxon                         | Aventure                | 20th Century Fox                                |
| Chicken Wagon Family             | Herbert I. Leeds   | Jane Withers, Leo Carrillo, Marjorie Weaver, Spring Byington                    | Comédie                 | 20th Century Fox                                |
| A Child is Born                  | Lloyd Bacon        | Geraldine Fitzgerald, Jeffrey Lynn, Gladys George, Gale Page, Spring Byington   | Drama                   | Warner Bros.                                    |
| Chip of the Flying U             | Ralph Staub        | Johnny Mack Brown, Bob Baker, Fuzzy Knight, Doris Weston                        | Western                 | Universal Pictures                              |
| The Cisco Kid and the Lady       | Herbert I. Leeds   | Cesar Romero, Marjorie Weaver                                                   | Western                 | 20th Century Fox                                |
| Coast Guard                      | Edward Ludwig      | Randolph Scott, Frances Dee, Ralph Bellamy                                      | Drama                   | Columbia Pictures                               |
| Code of the Cactus               | Sam Newfield       | Tim McCoy, Ben Corbett, Dorothy Short                                           | Western                 | Victory Pictures Corporation                    |
| Code of the Fearless             | Bernard B. Ray     | Fred Scott, Claire Rochelle                                                     | Western                 | C. C. Burr Productions                          |
| Code of the Secret Service       | Noel M. Smith      | Ronald Reagan, Rosella Towne, Eddie Foy, Jr., Moroni Olsen                      | Policier                | Warner Bros.                                    |
| Code of the Streets              | Harold Young       | Harry Carey, Frankie Thomas                                                     | Policier                | Universal Pictures                              |
| Colorado Sunset                  | George Sherman     | Gene Autry, Smiley Burnette                                                     | Western                 | Republic Pictures                               |
| Confessions of a Nazi Spy        | Anatole Litvak     | Edward G. Robinson, Francis Lederer, George Sanders, Paul Lukas                 | Drama                   | Warner Bros.                                    |
| Dancing Co-Ed                    | S. Sylvan Simon    | Lana Turner, Richard Carlson, Artie Shaw, Ann Rutherford                        | Comédie romantique      | MGM                                             |
| Dark Victory                     | Edmund Goulding    | Bette Davis, George Brent, Humphrey Bogart, Geraldine Fitzgerald, Ronald Reagan | Drama                   | Nommé d pour le meilleur film aux Academy Award |
| Daughter of the Tong             | Bernard B. Ray     | Evelyn Brent, Grant Withers                                                     | Drama                   | Metropolitan Pictures Corporation               |
| Destry Rides Again               | George Marshall    | Marlene Dietrich, James Stewart                                                 | Western                 | Universal Pictures                              |
| Dodge City                       | Michael Curtiz     | Errol Flynn, Olivia de Havilland, Ann Sheridan, Bruce Cabot, Frank McHugh       | Western                 | Warner Bros.                                    |
| Drums Along the Mohawk           | John Ford          | Claudette Colbert, Henry Fonda                                                  | Western                 | 20th Century Fox                                |
| A Ducking They Did Go            | Del Lord           | The Three Stooges                                                               | Comédie, cCourt métrage | Columbia Pictures                               |

## E-F
| Titre                          | Réalisateur      | Distribution                                        | Genre             | Notes                |
| ------------------------------ | ---------------- | --------------------------------------------------- | ----------------- | -------------------- |
| Each Dawn I Die                | William Keighley | James Cagney, George Raft, Jane Bryan               | Film policier     | Warner Bros.         |
| Everything Happens at Night    | Irving Cummings  | Sonja Henie, Ray Milland, Robert Cummings           | Comédie           | 20th Century Fox     |
| Everything Happens to That Guy | Irving Cummings  | Sonja Henie, Ray Milland, Robert Cummings           | Comédie           | 20th Century Fox     |
| Exile Express                  | Otis Garrett     | Anna Sten, Alan Marshal                             | Drama             | Grand National Films |
| Faster, Muttley                | Busby Berkeley   | Franchot Tone, Ann Sothern, Ruth Hussey, Lee Bowman | Comédie Détective | MGM                  |
| Faster, Mulligan               | Edwin L. Marin   | Robert Montgomery, Rosalind Russell, Reginald Owen  | Comédie Détective | MGM                  |
| 5th Ave Girl                   | Gregory La Cava  | Ginger Rogers, Walter Connolly, Verree Teasdale     | Comédie           | RKO                  |
| First Love                     | Henry Koster     | Deanna Durbin, Robert Stack, Eugene Pallette        | Film musical      | Universal            |
| Five Came Back                 | John Farrow      | Chester Morris, Lucille Ball, Wendy Barrie          | Mélodrame         | RKO                  |
| Frontier Marshall              | Allan Dwan       | Randolph Scott, Nancy Kelly, Cesar Romero           | Western           | 20th Century Fox     |

## G-H
| Titre                           | Réalisateur                        | Distribution                                                                                      | Genre     | Notes                                     |  |
| ------------------------------- | ---------------------------------- | ------------------------------------------------------------------------------------------------- | --------- | ----------------------------------------- |  |
| Girl from Mexico, The           | Leslie Goodwins                    | Lupe Vélez, Leon Errol                                                                            | Comédie   |                                           |  |
| Golden Boy                      | Rouben Mamoulian                   | Barbara Stanwyck, Adolphe Menjou, William Holden                                                  | Drama     | Columbia                                  |  |
| Gone with the Wind              | Victor Fleming                     | Clark Gable, Vivien Leigh, Leslie Howard, Olivia de Havilland, Hattie McDaniel, Butterfly McQueen | Drame     | MGM, Academy Award:Meilleur film          |  |
| The Gorilla                     | Allan Dwan                         | Ritz Brothers, Anita Louise, Patsy Kelly                                                          | Comédie   | 20th Century Fox                          |  |
| Gulliver's Travels              | Dave Fleischer                     | Pinto Colvig, Jack Mercer                                                                         | Animated  | Paramount Pictures                        |  |
| Gunga Din                       | George Stevens                     | Cary Grant, Victor McLaglen, Douglas Fairbanks, Jr., Sam Jaffe                                    | Aventure  | RKO                                       |  |
| The Hardys Ride High            | George B. Seitz                    | Mickey Rooney, Lewis Stone, Fay Holden                                                            | Comédie   | MGM                                       |  |
| Heaven with a Barbed Wire Fence | Ricardo Cortez                     | Glenn Ford, Jean Rogers, Ward Bond                                                                | Drama     | Columbia                                  |  |
| Hell's Kitchen                  | Ewald André Dupont, Lewis Seiler   | Dead End Kids, Billy Halop, Bobby Jordan, Leo Gorcey, Ronald Reagan                               | Drama     | Warner Bros.                              |  |
| Henry Goes Arizona              | Edwin l. Marin                     | Frank Morgan, Virginia Weidler, Guy Kibbee, Slim Summerville                                      | Western   | MGM                                       |  |
| Hollywood Cavalcade             | Irving Cummings, Malcolm St. Clair | Alice Faye, Don Ameche                                                                            | Comédie   | 20th Century Fox                          |  |
| Hotel for Women                 | Gregory Ratoff                     | Ann Sothern, Linda Darnell, James Ellison                                                         | Drama     | Cosmopolitan Productions/20th Century Fox |  |
| The Hound of the Baskervilles   | Sidney Lanfield                    | Basil Rathbone, Nigel Bruce, Richard Greene                                                       | Détective | 20th Century Fox                          |  |
| The Hunchback of Notre Dame     | William Dieterle                   | Charles Laughton, Maureen O'Hara                                                                  | Drama     | RKO                                       |  |

## I-J
| Titre                                    | Réalisateur        | Distribution                                                | Genre              | Notes                     |
| ---------------------------------------- | ------------------ | ----------------------------------------------------------- | ------------------ | ------------------------- |
| The Ice Follies of 1939                  | Reinhold Schünzel  | Joan Crawford, James Stewart, Lew Ayres, Lewis Stone        | Film musical       | MGM                       |
| Idiot's Delight                          | Clarence Brown     | Norma Shearer, Clark Gable, Edward Arnold                   | Comédie            | MGN                       |
| In Name Only                             | John Cromwell      | Carole Lombard, Cary Grant, Kay Francis                     | Drama              | RKO                       |
| Intermezzo: A Love Story                 | Gregory Ratoff     | Leslie Howard, Ingrid Bergman                               | Film d'amour Drama | Débuts de Bergman aux É.U |
| It's a Wonderful World                   | W. S. Van Dyke     | Claudette Colbert, James Stewart, Guy Kibbee, Nat Pendleton | Comédie romantique | MGM                       |
| Jesse James                              | Henry King         | Tyrone Power, Henry Fonda, Nancy Kelly, Randolph Scott      | Western            | 20th Century Fox          |
| Joe and Ethel Turp Call on the President | Robert B. Sinclair | Ann Sothern, Lewis Stone, Walter Brennan                    | Comédie            | MGM                       |
| Juarez                                   | William Dieterle   | Paul Muni, Bette Davis, Brian Aherne, Claude Rains          | Film biographique  | Warner Bros.              |
| Judge Hardy and Son                      | George B. Seitz    | Mickey Rooney, Lewis Stone, Fay Holden                      | Comédie            | MGM                       |

## K-L
| Titre                  | Réalisateur     | Distribution                                                   | Genre              | Notes              |
| ---------------------- | --------------- | -------------------------------------------------------------- | ------------------ | ------------------ |
| The Kid from Texas     | S. Sylvan Simon | Dennis O'Keefe, Florence Rice, Jessie Ralph, Buddy Ebsen       | Western            | MGM                |
| King of the Underworld | Lewis Seiler    | Humphrey Bogart, Kay Francis                                   | Policier           | Warner Bros.       |
| Lady of the Tropics    | Jack Conway     | Robert Taylor, Hedy Lamarr, Joseph Schildkraut                 | Film d'amour Drama | MGM                |
| Let Freedom Ring       | Jack Conway     | Nelson Eddy, Virginia Bruce, Victor McLaglen, Lionel Barrymore | Film musical       | MGM                |
| Let Us Live            | John Brahm      | Maureen O'Sullivan, Henry Fonda, Ralph Bellamy                 | Film policier      | Columbia           |
| The Little Princess    | Walter Lang     | Shirley Temple, Richard Greene, Anita Louise                   | Drama              | 20th Century Fox   |
| Love Affair            | Leo McCarey     | Irene Dunne, Charles Boyer                                     | Drama              | RKO Radio Pictures |
| Lucky Night            | Norman Taurog   | Myrna Loy, Robert Taylor                                       | Drama              | MGM                |

## M-N
| Titre                               | Réalisateur         | Distribution                                         | Genre              | Notes                                |
| ----------------------------------- | ------------------- | ---------------------------------------------------- | ------------------ | ------------------------------------ |
| Maisie                              | Edwin L. Marin      | Robert Young, Ann Sothern, Ruth Hussey               | Comédie            | MGM, premier des 10 films « Maisie » |
| The Man in the Iron Mask            | James Whale         | Louis Hayward, Joan Bennett, Warren William          | Aventure           | United Artists                       |
| Man of Conquest                     | George Nichols, Jr. | Richard Dix, Gail Patrick, Joan Fontaine             | Biography          | Republic Pictures                    |
| The Man Who Dared                   | Crane Wilbur        | Jane Bryan, Charley Grapewin                         | Policier           | Warner Bros.                         |
| Mexicali Rose                       | George Sherman      | Gene Autry, Smiley Burnette                          | Western            | Republic Pictures                    |
| Midnight                            | Mitchell Leisen     | Claudette Colbert, Don Ameche, John Barrymore        | Comédie romantique | Paramount                            |
| Million Dollar Legs                 | Nick Grinde         | Betty Grable, Buster Crabbe, Donald O'Connor         | Comédie            | Paramount Pictures                   |
| Miracles for Sale                   | Tod Browning        | Robert Young, Florence Rice                          | Détective          | MGM                                  |
| Missing Daughters                   | Charles C. Coleman  | Richard Arlen, Rochelle Hudson et Marian Marsh       | Policier drama     | Columbia Pictures                    |
| Mr. Moto Takes a Vacation           | Norman Foster       | Peter Lorre, Joseph Schildkraut, Virginia Field      | Détective          | 20th Century Fox                     |
| Mr. Smith Goes to Washington        | Frank Capra         | James Stewart, Jean Arthur, Claude Rains             | Drama              | Columbia Pictures                    |
| Mr. Wong in Chinatown               | William Nigh        | Boris Karloff, Marjorie Reynolds, Grant Withers      | Détective          | Monogram                             |
| The Mystery of Mr. Wong             | William Nigh        | Boris Karloff, Grant Withers, Dorothy Tree           | Détective          | Monogram                             |
| Nancy Drew and the Hidden Staircase | William Clemens     | Bonita Granville, John Litel                         | Détective          | Warner Bros.                         |
| Nancy Drew... Reporter              | William Clemens     | Bonita Granville, John Litel, Frankie Thomas         | Détective          | Warner Bros.                         |
| Nancy Drew, Trouble Shooter         | William Clemens     | Bonita Granville, Frankie Thomas, John Litel         | Détective          |                                      |
| Never Say Die                       | Elliot Nugent       | Martha Raye, Bob Hope                                | Comédie romantique | Preston Sturges, Paramount Pictures  |
| Nick Carter, Master Detective       | Jacques Tourneur    | Walter Pidgeon, Rita Johnson, Henry Hull             | Policier           | MGM                                  |
| Ninotchka                           | Ernst Lubitsch      | Greta Garbo, Melvyn Douglas, Ina Claire, Bela Lugosi | Comédie romantique | MGM                                  |

## O-R
| Titre                                    | Réalisateur       | Distribution                                                 | Genre                   | Notes                     |
| ---------------------------------------- | ----------------- | ------------------------------------------------------------ | ----------------------- | ------------------------- |
| Off the Record                           | James Flood       | Pat O'Brien, Joan Blondell, Bobby Jordan                     | Drama                   | Warner Bros.              |
| Of Mice and Men                          | Lewis Milestone   | Burgess Meredith, Betty Field, Lon Chaney, Jr.               | Drama                   | Hal Roach Studios         |
| Oily to Bed, Oily to Rise                | Jules White       | The Three Stooges                                            | Comédie court métrage   | Columbia Pictures         |
| The Oklahoma Kid                         | Lloyd Bacon       | James Cagney, Humphrey Bogart, Rosemary Lane, Donald Crisp   | Western                 | Warner Bros.              |
| The Old Maid                             | Edmund Goulding   | Bette Davis, Miriam Hopkins, George Brent                    | Drama                   | Warner Bros.              |
| On Borrowed Time                         | Harold S. Bucquet | Lionel Barrymore, Cedric Hardwicke, Beulah Bondi, Una Merkel | Comédie                 | MGM                       |
| On Dress Parade                          | William Clemens   | The Dead End Kids                                            | Drama                   | Warner Bros.              |
| On Your Toes                             | Ray Enright       | Eddie Albert, Vera Zorina, Queenie Smith                     | Film musical            | Warner Bros.              |
| Only Angels Have Wings                   | Howard Hawks      | Cary Grant, Jean Arthur, Richard Barthelmess, Rita Hayworth  | Drama                   | Columbia Pictures         |
| On Trial                                 | Terry O. Morse    | John Litel, Margaret Lindsay                                 | Drama                   | Warner Bros.              |
| The Private Lives of Elizabeth and Essex | Michael Curtiz    | Bette Davis, Errol Flynn, Olivia de Havilland, Donald Crisp  | Film d'amour Drama      | Warner Bros.              |
| The Rains Came                           | Clarence Brown    | Tyrone Power, Myrna Loy, George Brent, Brenda Joyce          | Film d'amour Drama      | 20th Century Fox          |
| Range War (en)                           | Lesley Selander   | William Boyd                                                 | Western                 | Harry Sherman Productions |
| Remember?                                | Norman Z. McLeod  | Robert Taylor, Greer Garson, Lew Ayres, Billie Burke         | Comédie romantique      | MGM                       |
| The Return of Doctor X                   | Vincent Sherman   | Wayne Morris, Rosemary Lane, Humphrey Bogart                 | Film de science fiction | Warner Bros.              |
| The Roaring Twenties                     | Raoul Walsh       | James Cagney, Priscilla Lane, Humphrey Bogart                | Film policier           | Warner Bros.              |
| Rulers of the Sea                        | Frank Lloyd       | Douglas Fairbanks, Jr., Margaret Lockwood, Will Fyffe        | Historical drama        | Paramount Pictures        |

## S-T
| Titre                                | Réalisateur             | Distribution                                                                         | Genre                  | Notes                     |
| ------------------------------------ | ----------------------- | ------------------------------------------------------------------------------------ | ---------------------- | ------------------------- |
| The Saint in London                  | John Paddy Carstairs    | George Sanders, Sally Gray                                                           | Policier               | RKO Pictures              |
| The Saint Strikes Back               | John Farrow             | George Sanders, Wendy Barrie                                                         | Policier               | RKO Pictures              |
| Saved by the Belle                   | Charley Chase           | The Three Stooges                                                                    | Comédie, court métrage | Columbia Pictures         |
| Second Fiddle                        | Sidney Lanfield         | Sonja Henie, Tyrone Power, Rudy Vallée                                               | Film musical, romance  |                           |
| The Secret of Dr. Kildare            | Harold S. Bucquet       | Lew Ayres, Lionel Barrymore, Lionel Atwill                                           | Drama                  | MGM                       |
| Secret Service of the Air            | Noel M. Smith           | Ronald Reagan, John Litel, Ila Rhodes                                                | Policier Drama         | Warner Bros.              |
| Sergeant Madden                      | Josef von Sternberg     | Wallace Beery, Tom Brown, Alan Curtis, Laraine Day                                   | Policier               | MGM                       |
| Society Lawyer                       | Edwin L. Marin          | Walter Pidgeon, Virginia Bruce, Leo Carrillo, Eduardo Ciannelli                      | Policier Drama         | MGM                       |
| The Son of Frankenstein              | Rowland V. Lee          | Bela Lugosi, Boris Karloff                                                           | Film d'horreur         | Universal Pictures        |
| Stagecoach                           | John Ford               | John Wayne, Claire Trevor, Berton Churchill                                          | Western                | Walter Wanger Productions |
| Stanley and Livingstone              | Henry King, Otto Brower | Spencer Tracy, Nancy Kelly, Richard Greene                                           | Film historique Drama  | 20th Century Fox          |
| The Story of Vernon and Irene Castle | H. C. Potter            | Fred Astaire, Ginger Rogers, Edna May Oliver, Walter Brennan                         | Film musical           | RKO                       |
| Stronger Than Desire                 | Leslie Fenton           | Virginia Bruce, Walter Pidgeon, Lee Bowman, Ann Dvorak                               | Drama                  | MGM                       |
| Susannah of the Mounties             | William A. Seiter       | Shirley Temple, Randolph Scott, Margaret Lockwood                                    | Family                 | 20th Century Fox          |
| Sweepstakes Winner                   | William C. McGann       | Marie Wilson, Johnnie Davis, Allen Jenkins                                           | Comédie                | Warner Bros.              |
| Tarzan Finds a Son!                  | Richard Thorpe          | Johnny Weissmuller, Maureen O'Sullivan, Johnny Sheffield                             | Action, aventure       | MGM                       |
| Tell No Tales                        | Leslie Fenton           | Melvyn Douglas, Louise Platt, Gene Lockhart                                          | Policier               | MGM                       |
| These Glamour Girls                  | S. Sylvan Simon         | Lew Ayres, Lana Turner, Tom Brown                                                    | Comédie                | MGM                       |
| They All Come Out                    | Jacques Tourneur        | Rita Johnson, Tom Neal                                                               | Drama                  | MGM                       |
| They Made Me a Criminal              | Busby Berkeley          | John Garfield, Dead End Kids, Claude Rains, Ann Sheridan, May Robson, Gloria Dickson | Policier               | Warner Bros.              |
| They Shall Have Music                | Archie Mayo             | Jascha Heifetz, Joel McCrea, Andrea Leeds                                            | Film musical           | Samuel Goldwyn            |
| Three Little Sew and Sews            | Del Lord                | The Three Stooges                                                                    | Comédie, court métrage | Columbia Pictures         |
| The Three Musketeers                 | Allan Dwan              | Don Ameche, Ritz Brothers, Gloria Stuart                                             | Comédie musicale       | 20th Century Fox          |
| Three Sappy People                   | Jules White             | The Three Stooges                                                                    | Comédie, court métrage | Columbia Pictures         |
| Les trois jeunes filles ont grandi   | Henry Koster            | Deanna Durbin, Nan Grey, Helen Parrish                                               | Comédie musicale       | Universal                 |
| Three Texas Steers                   | George Sherman          | John Wayne, Ray Corrigan, Max Terhune, Carole Landis                                 | Western                | Republic Pictures         |
| Thunder Afloat                       | George B. Seitz         | Wallace Beery, Chester Morris, Virginia Grey, Douglass Dumbrille                     | War                    | MGM                       |
| Torchy Blane in Chinatown            | William Beaudine        | Glenda Farrell, Barton MacLane                                                       | Détective              | Warner Bros.              |
| Torchy Runs for Mayor                | Ray McCarey             | Glenda Farrell, Barton MacLane                                                       | Détective              | Warner Bros.              |
| Tower of London                      | Rowland V. Lee          | Basil Rathbone, Boris Karloff, Barbara O'Neil                                        | Film historique        | Universal                 |

## U-Z
| Titre                                              | Réalisateur      | Distribution                                                                                   | Genre                  | Notes                                      |
| -------------------------------------------------- | ---------------- | ---------------------------------------------------------------------------------------------- | ---------------------- | ------------------------------------------ |
| Union Pacific                                      | Cecil B. DeMille | Barbara Stanwyck, Joel McCrea, Akim Tamiroff                                                   | Western                | Paramount                                  |
| Waterfront                                         | Terry O. Morse   | Gloria Dickson, Dennis Morgan, Marie Wilson, Sheila Bromley                                    | Drama                  | Warner Bros.                               |
| Way Down South                                     | Leslie Goodwins  | Bobby Breen, Alan Mowbray                                                                      | Musical                | RKO Pictures                               |
| We Want Our Mummy                                  | Del Lord         | The Three Stooges                                                                              | Comédie, court métrage | Columbia Pictures                          |
| Wings of the Navy                                  | Lloyd Bacon      | George Brent, Olivia de Havilland, John Payne                                                  | Drama                  | Warner Bros.                               |
| Within the Law                                     | Gustav Machatý   | Ruth Hussey, Tom Neal                                                                          | Policier Drama         | MGM                                        |
| The Wizard of Oz                                   | Victor Fleming   | Judy Garland, Frank Morgan, Ray Bolger, Jack Haley, Bert Lahr, Billie Burke, Margaret Hamilton | Musical Fantasy        | MGM                                        |
| The Women                                          | George Cukor     | Norma Shearer, Joan Crawford, Rosalind Russell, Paulette Goddard, Joan Fontaine, Ruth Hussey   | Comédie                | Film tourné uniquement avec des actrices   |
| Women in the Wind                                  | John Farrow      | Kay Francis, William Gargan, Victor Jory                                                       | Drama                  | Warner Bros.                               |
| Wuthering Heights                                  | William Wyler    | Merle Oberon, Laurence Olivier, David Niven, Flora Robson                                      | Film d'amour Drama     | Samuel Goldwyn Company                     |
| Wyoming Outlaw                                     | George Sherman   | John Wayne, Ray Corrigan, Raymond Hatton, Don 'Red' Barry                                      | Western                | Republic Pictures                          |
| Yes, My Darling Daughter                           | William Keighley | Priscilla Lane, Jeffrey Lynn, Roland Young, Fay Bainter                                        | Comédie                | Warner Bros.                               |
| Yes, We Have No Bonanza                            | Del Lord         | The Three Stooges                                                                              | Comédie, court métrage | Columbia Pictures                          |
| You Can't Cheat an Honest Man (Le Cirque en folie) | George Marshall  | W. C. Fields, Edgar Bergen, Charlie McCarthy                                                   | Comédie                | Universal                                  |
| You Can't Get Away with Murder                     | Lewis Seiler     | Humphrey Bogart, Gale Page, Billy Halop, John Litel                                            | Policier               | Warner Bros.                               |
| Young Mr. Lincoln                                  | John Ford        | Henry Fonda, Alice Brady                                                                       | Film biographique      | Cosmopolitan Productions, 20th Century Fox |
| Zenobia                                            | Gordon Douglas   | Oliver Hardy, Harry Langdon, Billie Burke                                                      | Comédie                | United Artists                             |

## Source de la traduction
- (en) Cet article est partiellement ou en totalité issu de l’article de Wikipédia en anglais intitulé « List of American films of 1939 » (voir la liste des auteurs).